# 야마모토 간사이
야마모토 간사이(일본어: 山本 寛斎, 1944년 2월 8일~2020년 7월 21일)는 일본의 패션 디자이너, 이벤트 프로듀서이다. 칸사이 슈퍼 스튜디오 전 회장이며, 소속사는 오오타 프로덕션이다.

## 인물
- 1944년 일본 가나가와현 요코하마시에서 태어났다. 이후 기후현 기후시에서 성장했다. 기후 현립 기후 공업고등학교를 거쳐 니혼대학교 문리학부 영문과 중퇴했다.
- 코시노 준코, 호소노 히사시 등의 디자이너 회사에서 근무한 후 1971년에 독립하여 주식회사 《야마모토 칸사이》를 설립했다. 같은 해, 영국 런던에서 일본인 최초로 컬렉션 "Kansai in London"을 선보였다. 1973년에는 데이비드 보위의 무대 의상을 담당한 것으로 유명세를 타기 시작해, 1975년에는 프랑스 파리에서 기성복 컬렉션을 발표했다.
- 야마모토 칸사이는 일본, 러시아, 인도네시아, 베트남 등의 여러 도시에서 《KANSAI SUPER SHOW》라는 명칭으로 패션, 음악, 공연 예술을 혼합 한 공연 예술 이벤트를 개최하고 있다. 그 외에 일본 내의 여러 중·고등학교의 교복을 디자인하였다.
- 이후 오사카 예술 대학의 객원 교수를 역임했으나 2020년 7월 21일 76세의 나이로 사망했다.

### 가족
- 딸 - 야마모토 미라이 (배우)
- 사위 - 시이나 킷페이 (배우)
- 동생 - 야마모토 요시히코 (칸사이 슈퍼 스튜디오 부사장)
- 이복 동생 - 이세야 유스케 (배우)

## 수상 내역
- 제21회 소엔상 "패션 에디터 클럽상
- 제7회 일본 이벤트대상 심사위원 특별상
- 제7회 도쿄 크리에이션 대상 국제상
- 제21회 민속 의상 문화 공로자·국제 문화대상
- 2004년 베스트 지니스트상